# Santa Marina Salina
Santa Marina Salina – miejscowość i gmina we Włoszech, w regionie Sycylia, w prowincji Mesyna.
Według danych na rok 2004 gminę zamieszkiwało 807 osób, 100,9 os./km².